# Marshfield (Missouri)
Marshfield és una població dels Estats Units a l'estat de Missouri. Segons el cens del 2000 tenia 5.720 habitants.

## Demografia
Segons el cens del 2000, Marshfield tenia 5.720 habitants, 2.256 habitatges, i 1.534 famílies. La densitat de població era de 456,3 habitants per km².
Dels 2.256 habitatges en un 34,7% hi vivien nens de menys de 18 anys, en un 53,2% hi vivien parelles casades, en un 11,4% dones solteres, i en un 32% no eren unitats familiars. En el 28,7% dels habitatges hi vivien persones soles el 16% de les quals corresponia a persones de 65 anys o més que vivien soles. El nombre mitjà de persones vivint en cada habitatge era de 2,44 i el nombre mitjà de persones que vivien en cada família era de 3.
Per edats la població es repartia de la següent manera: un 27,1% tenia menys de 18 anys, un 9,4% entre 18 i 24, un 27,2% entre 25 i 44, un 18,2% de 45 a 60 i un 18,1% 65 anys o més.
L'edat mediana era de 35 anys. Per cada 100 dones de 18 o més anys hi havia 79,3 homes.
La renda mediana per habitatge era de 27.753 $ i la renda mediana per família de 36.090 $. Els homes tenien una renda mediana de 27.813 $ mentre que les dones 20.752 $. La renda per capita de la població era de 14.855 $. Entorn del 5,5% de les famílies i l'11,6% de la població estaven per davall del llindar de pobresa.

## Poblacions properes
El següent diagrama mostra les poblacions més properes.